# Mustaselkä (del av en sjö)
Mustaselkä är en del av en sjö i Finland. Den ligger i Nyslott i landskapet Södra Savolax, i den sydöstra delen av landet, 300 km nordost om huvudstaden Helsingfors. Mustaselkä ligger 138 meter över havet. I omgivningarna runt Mustaselkä växer i huvudsak blandskog.